# Emil Chau
Emil Chau (cinese tradizionale: 周華健; cinese semplificato: 周华健; pinyin: Zhōu Huá jiàn; Hong Kong, 22 dicembre 1960) è un cantante, compositore e attore hongkonghese, famoso soprattutto a Taiwan, Hong Kong e nella Cina continentale.
Nel 2000, ha cambiato il proprio nome d'arte da Emil a Wakin Chau. Ha pubblicato in totale quasi 40 album ed ha tenuto diversi tour internazionali.

## Biografia
Wakin Chau è nato quarto di sette fratelli in una famiglia di commercianti a Sai Ying Pun, Hong Kong. Ha iniziato a suonare la chitarra a 13 anni, e nel 1979 si è trasferito a Taipei per studiare matematica alla National Taiwan University. Durante gli anni universitari, suonava e cantava musica folk nelle caffetterie locali, attività tradizionale tra gli studenti della sua università, e fu in questo modo che Emil imparò a cantare fluidamente in cinese, visto che la sua lingua madre era il cantonese.
Dopo l'università, divenne assistente produttore nell'etichetta discografica Rock Records, dove componeva canzoni pop adatte al mercato per altri artisti. Successivamente, solo grazie all'aiuto dell'amica e cantante Chyi Yu, cantò dei jingle per degli spot pubblicitari. Da quel momento riuscì ad entrare nell'industria musicale come cantante, pubblicando il suo primo album mandarino, con la Rock Records, nel 1987.
Dal 1985 Emil Chau, che dal 1999 ha iniziato ad usare il nome Wakin, ha pubblicato quasi 40 album tra cinese, cantonese ed inglese. Alcuni tra i suoi album, tra i quali You Make Me Happy and Sad (讓我歡喜讓我憂), The Flowery Heart (花心), Music Brings Us Together (有弦相聚) e Friends (朋友) hanno vinto dei premi a Taiwan, in Cina continentale, ad Hong Kong e Singapore.
Wakin è apparso in diversi film, ed ha fatto delle apparizioni come ospite in programmi televisivi e radiofonici in Cina, ad Hong Kong, Taiwan, Malaysia, Singapore e Giappone. Oltre alla carriera nel mondo dello spettacolo, è proprietario di una catena di ristoranti ed è attivo in organizzazioni umanitarie. Ha partecipato al concerto Take a Deep Breath a Taipei nel gennaio del 2002 per raccogliere fondi in favore di alcune organizzazioni locali, al Quarto Grand Charity Drive for Children di Pechino nel 2005, ed al concerto all-star di Jackie Chan a Las Vegas.
Wakin Chau è attualmente impegnato in un progetto dal nome Superband, un gruppo musicale formato da quattro veterani della musica mandopop. Insieme a lui, vi partecipano Jonathan Lee 李宗盛, Zhang Zhenyue 張震嶽 e Lo Tayu 羅大佑.
È sposato dal 16 novembre 1986 con l'americana Constance Woods, con la quale ha avuto due figli, Andrew ed Anya.

## Discografia

### Album studio in mandarino
- 最後圓舞曲 The Last Waltz  (Febbraio 1985)
- 心的方向 Direction of the Heart  (Luglio 1987)
- 我是真的付出我的愛 I Gave My Love I Realized My Dream (Agosto 1988)
- 期待更多，付出更多 The More You Give the More You Expect (Gennaio 1989)
- 最真的夢 The Truest Dream (Novembre 1989)
- 不願一個人  I Don't Want to Be Alone (Novembre 1990)
- 讓我歡喜讓我憂 You Make Me Happy and Sad (Novembre 1991)
- 花心 The Flowery Heart (Aprile 1993)
- 風雨無阻 Nothing Will Stop Me From Loving You (Gennaio 1994)
- 我願意去等 I Am Willing to Go Soon (Gennaio 1995)
- 愛相隨 Love Follows Us  (Luglio 1995)
- 愛的光 Light of Love (Febbraio 1996)
- 朋友 Emil & Friends (Aprile 1997)
- 有故事的人 Story Teller (Agosto 1998)
- 現在 Now (Novembre 1999)
- 忘憂草 Day Lilies (Ottobre 2001)
- 一起吃苦的幸福  Love Hotel  (Luglio 2003)
- 雨人 Wakin in the Rain (Marzo 2006)
- 花旦 Diva (Maggio 2011)
- 江湖 Jiang Hu (Dicembre 2013)
- 少年 The Younger Me (Dec 2019)

### Album studio in cantonese
- 有弦相聚 Music Brings Us Together (Ottobre 1994)
- 弦途有你 You Stand By Me (Aprile 1995)
- 弦弦全全 Completely (Dicembre 1995)
- 生.生活 Living With Emil Chau (Dicembre 1996)
- 世界由你我開始 The World Begins With Us (Ottobre 1997)

### Album studio in inglese
- Sad Without You (Settembre 1988)
- Blue Bird (Febbraio 1991)
- I Remember (Maggio 1992)
- Songs of Birds (Agosto 1993)
- My Oh My (Febbraio 2001)

## Filmografia
- 1987 - Osmanthus Alley (桂花巷)
- 1987 - The Game They Called Sex (黃色故事)
- 1993 - Project S aka. Once a Cop
- 1994 - Right Here Waiting (等愛的女人)
- 1995 - Just Married (橫紋刀劈扭紋柴)
- 1995 - I Want To Go On Living (我要活下去)
- 1995 - Faithfully Yours (叛逆情緣)
- 1995 - Terremoto nel Bronx (Uomo dei gelati)
- 1996 - Who's the Woman Who's the Man (金枝玉葉2)
- 1997 - All's Well End's Well 97
- 1997 - Walk In (奪舍)
- 1997 - Mr. Nice Guy (Uomo dei gelati)
- 1997 - 知解時空
- 1998 - Spicy Love Soup (愛情麻辣燙)
- 1999 - Gorgeous
- 1999 - Purple Storm (紫雨風暴)
- 1999 - Tarzan
- 2001 - Headlines (頭號人物)
- 2003 - Homerun
- 2003 - The Pawnshop No. 8